# Olexij (Hrocha)
Olexij (světským jménem: Serhij Olexandrovyč Hrocha; * 27. září 1972, Dněpropetrovsk) je ukrajinský duchovní Ukrajinské pravoslavné církve Moskevského patriarchátu a metropolita baltský a anaňjivský.

## Život
Narodil se 27. září 1972 v Dněpropetrovsku.
Navštěvoval střední školu č. 106 ve svém rodném městě a následně zdravotní školu.
Roku 1991 nastoupil na fakultu ekonomiky Dněpropetrovské národní univerzity.
Roku 1992 byl přijat do Uspenského monastýru v Oděse, kde byl 20. prosince metropolitou Agafangelem (Savvinem) postřižen na monacha se jménem Olexij na počest svatého Alexije Moskevského.
Dne 3. ledna 1993 byl metropolitou Agafangelem rukopoložen na hierodiakona a 7. ledna na jeromonacha. Stejného roku byl na žádost metropolity kyjevského a celé Ukrajiny Volodymyra (Sabodana) a patriarchy alexandrijského a celé Afriky Parthenia III. povýšen na igumena.
Studoval v Oděském duchovním semináři, který dokončil roku 1994. Poté studoval na Moskevské duchovní akademii.
Dne 10. října 1994 se stal prorektorem Oděského duchovního semináře a profesorem Starého a Nového zákona.
Dne 7. dubna 1995 byl povýšen na archimandritu.
Roku 1997 se stal blagočinným monastýrů oděské eparchie.
Roku 1998 byl jmenován představeným chrámu svatých Adriana a Natálie v Oděse a následující rok dokončil studium akademie.
Roku 1999 byl Svatým synodem Ukrajinské pravoslavné církve jmenován představeným Uspenského monastýru.
Roku 2000 mu bylo uděleno právo nosit druhý náprsní kříž.
Roku 2005 dokončil Oděskou národní právnickou akademii.
Dne 13. července 2006 byl zvolen biskupem bilhorod-dnistrovským a vikářem oděské eparchie. Dne 18. srpna 2006 byl oficiálně jmenován biskupem a o den později proběhla v chrámu Zesnutí přesvaté Bohorodice v Oděse jeho biskupská chirotonie. Světiteli byli metropolita kyjevský a celé Ukrajiny Volodymyr (Sabodan), metropolita luhaňský a starobilský Ioannikij (Kobzev), arcibiskup oralský a gurjevský Antonij (Moskalenko), arcibiskup rovenský a ostrožský Varfolomij (Vaščuk), arcibiskup chmelnycký a šepetivský Antonij (Fialko), arcibiskup volodymyr-volynský a kovelský Symeon (Šostackyj), arcibiskup kryvorižský a nikopolský Jefrem (Kycaj), arcibiskup chustský a vynohradivský Ioan (Siopko), arcibiskup vyšhorodský Pavlo (Lebiď), biskup konotopský a hluchivský Inokentij (Šestopal), biskup černihivský a nižynský Amvrosij (Polikopa) a biskup nisporenský Petru (Musteață).
Dne 22. listopadu 2012 byl povýšen na arcibiskupa.
Dne 20. prosince 2012 se stal arcibiskupem nové baltské eparchie.
Dne 17. srpna 2018 byl v Kyjevskopečerské lávře metropolitou kyjevským a celé Ukrajiny Onufrijem (Berezovským) povýšen na metropolitu.